# Lailly-en-Val
Lailly-en-Val är en kommun i departementet Loiret i regionen Centre-Val de Loire strax norr Frankrikes mitt. Kommunen ligger i kantonen Beaugency som tillhör arrondissementet Orléans. År 2022 hade Lailly-en-Val 3 100 invånare.

## Befolkningsutveckling
Antalet invånare i kommunen Lailly-en-Val
| Referens: INSEE |